# 馬端臨
馬 端臨（ば たんりん、宝祐2年（1254年）- 至治3年（1323年））は、中国の南宋末・元初の歴史家・儒学者で、『文献通考』の撰者である。字は貴与。竹洲と号した。饒州楽平県の出身。南宋末の丞相であった馬廷鸞の子。

## 略歴
広く群書を渉猟し、徽州休寧県の曹涇で朱子学を修めた。父の恩蔭によって承事郎となったが、南宋の滅亡後は、元朝には仕えず、慈湖書院と柯山書院の山長として野に在った。後に台州路教授となる。
唐の杜佑の『通典』の欠を補うことを志して『文献通考』を撰し、延祐4年（1317年）に仁宗に上進した。
他に著作として『大学集録』や『多識録』などがある。

## 伝記資料
- 『新元史』巻234
- 『宋元学案』巻77